# Харламово (Киржачский район)
Харламово — деревня в Киржачском районе Владимирской области России, входит в состав Кипревского сельского поселения. 

## География
Деревня расположена в 28 км на юг от центра поселения деревни Кипрево и в 17 км на юго-восток от райцентра города Киржач.

## История
В XIX — начале XX века деревня входила в состав Овчининской волости Покровского уезда и относилась к Андреевскому приходу
C 1926 года — в составе Александровского уезда. В 1859 году в деревне числилось 12 дворов, в 1905 году — 23 двора, в 1926 году — 32 двора.
С 1929 года деревня являлась центром Харламовского сельсовета Киржачского района, с 1940 года — в составе Новоселовского сельсовета, с 1959 года — в составе Лукьянцевского сельсовета, с 1969 года — в составе Новоселовского сельсовета, с 2005 года — в составе Кипревского сельского поселения.

## Население
| 1859 | 1905 | 1926 | 2002 | 2010 | 2021 |
| ---- | ---- | ---- | ---- | ---- | ---- |
| 73   | ↗125 | ↗139 | ↘3   | ↗4   | ↘0   |